# Hydrelia tchratchraria
Hydrelia tchratchraria là một loài bướm đêm trong họ Geometridae.